# Willard Saulsbury
Willard Saulsbury, född 2 juni 1820 i Kent County, Delaware, död 6 april 1892 i Dover, Delaware, var en amerikansk demokratisk politiker och jurist. Han representerade delstaten Delaware i USA:s senat 1859-1871.
Saulsbury studerade vid Dickinson College och Delaware College (numera University of Delaware). Han studerade sedan juridik och inledde sin karriär som advokat i Georgetown, Delaware.
Saulsbury var delstatens justitieminister (Delaware Attorney General) 1850-1855. Han efterträdde 1859 Martin W. Bates som senator för Delaware. Efter två mandatperioder i senaten efterträddes han 1871 av äldre brodern Eli Saulsbury. En annan av hans bröder, Gove Saulsbury, var guvernör i Delaware 1865–1871. Sonen Willard Saulsbury Jr. var senator för Delaware 1913–1919.
Willard Saulsbury tjänstgjorde som Delawares kansler, domare i Delaware Court of Chancery, från 14 november 1873 fram till sin död. Han gravsattes på Christ Episcopal Churchyard i Dover.